# Harper's Ferry
Harper's Ferry è un comune degli Stati Uniti d'America, nella contea di Jefferson, nello Stato della Virginia Occidentale.

## Geografia fisica

### Territorio
È sito alla confluenza dei fiumi Potomac e Shenandoah, al confine tra Maryland, Virginia e Virginia Occidentale. Il paese è costruito su una bassa pianura alluvionale formata dai due fiumi e circondata da colline. 

## Origini del nome
Prende il nome dal suo primo residente: Robert Harper, che istituì un traghetto (ferry), in grado di attraversare il Potomac nel 1761.

## Storia
Storicamente, Harper's Ferry è conosciuta soprattutto grazie al tentativo di insurrezione degli schiavi neri capeggiato dall'abolizionista John Brown all'arsenale federale, e per il suo ruolo durante la guerra di secessione americana. Sede di un importante arsenale federale, venne conquistata durante la guerra di secessione dall'Armata Confederata della Virginia Settentrionale al comando del Robert Edward Lee che il 14 settembre 1862 vi catturò oltre 12.000 soldati dell'Unione.

## Società

### Evoluzione demografica
Al censimento del 2000 contava una popolazione di 307 abitanti.